# Tracie Sachs
Pour les articles homonymes, voir Sachs.
Tracie Sachs, née le 26 janvier 1982 à Long Island (États-Unis), est une skieuse de vitesse américaine.

Elle enlève 5 fois consécutivement la Coupe du monde de ski de vitesse (S1) entre 2003 et 2007 (record), en remportant 18 épreuves de Coupe du monde au cours de sa carrière.
Elle est 2 fois Championne du monde de ski de vitesse (S1) : en 2004 à Vars/Les Arcs et en 2005 à Breuil-Cervinia. Elle est aussi 4 fois vice-championne du monde.
Son record personnel est de 238,570 km/h  (en 2006 à Vars), qui est encore en 2021 le record féminin des Etats-unis et la 4e performance féminine de tous les temps.
Elle se retire fin 2013, à la suite de blessures.
Elle est artiste (diplômée en 1996 d'un master de la Cranbook Academy of Arts (Michigan).
Elle est mariée au skieur suisse de vitesse Philippe May.